# Gustave Francotte
Pour les articles homonymes, voir Francotte.
Gustave Francotte, né à Liège le 23 novembre 1852 et mort à Bruxelles le 22 avril 1925, est un avocat et homme politique belge membre du Parti catholique.

## Biographie
Marie Clément Gustave Francotte, né à Liège le 23 novembre 1852, est le fils d'Henri Francotte, industriel actif dans la métallurgie, et de Marie Hyacinthe Lion. Il est le frère de l'historien et homme politique Henri Francotte et du psychiatre Xavier Francotte. Le 16 août 1876, il épouse Catherine Leclercq, fille d'un avocat à la Cour de cassation, à Bruxelles. Deux enfants naissent de cette union.
Il fait ses études secondaires chez les Jésuites au Collège Saint-Servais de Liège et universitaires à l'Université de Liège où il conquiert un diplôme de docteur en droit en 1874 et celui de docteur en sciences politiques et administratives en 1875. En 1874, il devient avocat au barreau de Liège, métier qu'il cumule après 1885 avec son siège de juge suppléant au tribunal de première instance de Liège. Il est nommé bâtonnier de l'ordre des avocats de Liège peu avant sa nomination de ministre en 1902.
De 1895 à 1904, il est conseiller communal du Parti catholique dans la ville de Liège. De 1898 à 1900, il est également conseiller provincial du canton de Louveigné dans la province de Liège,.
Au niveau sociétal, il est membre ou président de diverses associations sociales, mutualistes, caritatives ou culturelles en général à tendance catholique.
Entre 1900 et 1912, il est député catholique de l'arrondissement de Liège. 
Il détient le portefeuille du ministère de l'Industrie et du Travail de 1902 à 1907 dans le gouvernement de Smet de Naeyer II. Durant son mandat, il fait voter la loi du 24 décembre 1903 portant réparation des accidents de travail qui dispense les ouvriers de prouver leur non-responsabilité dans l'accident et qui assure l'indemnisation de ceux-ci quoi qu'il arrive. Il a également fait voter la loi du 17 juillet 1905 qui instaure le repos dominical.
A l'initiative du roi Léopold II, le gouvernement encourage le lancement d'une école maritime belge (préfigurant l'École supérieure de navigation d'Anvers) et du navire-école Comte de Smet de Naeyer, et le ministre du Commerce et de l'Industrie Gustave Francotte adresse son allocution aux cadets avant le départ d'Anvers le 11 avril 1906 (Photo). Le navire fait tragiquement naufrage le 19 avril 1906 dans le golfe de Gascogne, le commandant Gustave Fourcault reste sur le bateau en train de sombrer (dans la tradition « Le capitaine sombre avec son navire ») et meurt en service. Le naufrage fait 33 morts, dont 18 cadets, émeut tout le pays et la Chambre des représentants.
Gustave Francotte est le premier bourgmestre de Sougné-Remouchamps (1921-1925), commune créée en 1919 par la fusion des villages de Sougné et de Remouchamps.
Orateur cultivé et ayant un tempérament d'artiste, il s'implique dans l'organisation d'expositions au niveau national et international. Il contribue à l'organisation de l'Exposition universelle de Liège de 1905. Il était président du Comité belge des expositions à l'étranger,.
À la suite de son décès inopiné à Bruxelles le 22 avril 1925, il est inhumé au cimetière de Sougné-Remouchamps.

## Hommages et distinctions
Le pont de Sougné-Remouchamps sur l'Amblève porte son nom et un monument commémoratif est disposé au pied du même pont, sur la rive gauche de l'Amblève. Il y a également une rue Gustave Francotte (« Gustave Francottestraat ») à Genk.
Les distinctions suivantes lui ont été attribuées :
- Grand officier de l'ordre de Léopold ;

- Grand cordon de l'ordre du Christ du Portugal ;
- Commandeur de la Légion d'honneur.